# Стоунволска побуна
Стоунволска побуна (енгл. Stonewall riots) позната и као Стоунволска револуција, представља серију спонтаних, насилних демонстрација против полицијске рације које су започеле у раним јутарњим сатима 28. јуна 1969. године, у непосредној близини бара Стоунвол ин у њујоршкој четврти Гринич вилиџ. Овај догађај се често наводи у америчкој историји као први случај побуне припадника ЛГБТ+ заједнице против систематског прогона сексуалних мањина који је имао такође и подршку саме америчке владе. Овај догађај сматра се почетком организованог активизма и покрета за геј права у САД, као и у остатку света.
Амерички геј мушкарци, бисексуалне особе и лезбијке су у шестој и седмој деценији 20. века живели у правном систему са законима који су хомосексуалне активности стављали ван закона. Ране хомофилне групе покушавале су да докажу да се геј особе могу асимиловати у друштво, те су настојале да своје активности изводе ненасилним средствима. Међутим, шездесете године 20. века су биле, у погледу друштвеног активизма, веома бурне, због појачане делатности многих друштвених покрета, укључујући Афроамерички покрет за грађанска права, контракултуру тог времена, и антиратне демонстрације. Ови фактори, у комбинацији са либералним окружењем Гринич вилиџа, допринели су избијању побуне.
У то време је веома мали број угоститељских објеката давао отворен приступ геј особама. То су најчешће били барови, али власници тих барова углавном нису били геј особе. Стоунвол ин је тада био у власништву мафије, и био је популаран у најсиромашнијем и најмаргинализованијем слоју геј заједнице, као што су: трансродне особе и краљице, феминизирани млади мушкарци, мушкарци који су се бавили проституцијом и млади бескућници. Полицијске рације у геј баровима су тада биле рутинска појава, али су полицајци те ноћи изгубили контролу над ситуацијом у Стоунвол ину, и испровоцирали су групу људи која је била спремна на побуну. Тензије између њујоршке полиције и геј становника Гринич вилиџа ескалирале су у нове протесте који су почели наредне вечери и трајали су неколико дана. За неколико недеља, становници Гринич вилиџа су се организовали у активистичке групе како би концентрисали напоре на успостављање места на којима ће геј мушкарци и лезбијке моћи отворено испољавати сексуалну оријентацију без страха од хапшења.
После Стоунволске револуције, ЛГБТ+ особе у Њујорку суочиле су се са родним, класним и генерацијским препрекама у својим напорима да створе јединствену заједницу. У року од шест месеци у Њујорку су формиране две геј активистичке организације, а покренута су и три листа са циљем да промовишу права геј мушкараца и лезбијки. У року од неколико година организације за геј права основане су широм САД и света. Дана 28. јуна 1970. године одржане су прве параде поноса у Лос Анђелесу, Чикагу и Њујорку поводом годишњице немира. Слични маршеви организовани су и у другим градовима. Данас се параде поноса одржавају широм света, обично крајем јуна, у знак сећања на Стоунволску револуцију.

## Историјске околности
Због великих друштвених промена које је проузроковао Други светски рат, многи људи у Сједињеним Америчким Државама осетили су, по речима историчара Барија Адама, ватрену жељу да „врате предратни друштвени ред и зауставе снаге промене“. Стављање акцента на борбу против комунизма, подстакло је сенатора Џозефа Макартија да организује саслушања у потрази за комунистима у америчкој влади, америчкој војсци, као и другим органима и институцијама које финансира влада, што је довело до националне параноје. Анархисти, комунисти и други на чије се понашање или ставове гледало као на неамеричке и субверзивне сматрани су безбедносним ризиком. Хомосексуалци су били укључени у ову листу коју је направио амерички Стејт департмент 1950. године, уз образложење да су подложни уценама. Државни подсекретар Џејмс Веб у једном свом извештају је написао: „Генерално се верује да онима који се упуштају у отворене акте перверзије недостаје емоционална стабилност нормалне особе“. Између 1947. и 1950, одбијено је 1.700 савезних пријава за посао, 4.380 људи је отпуштено из војске, а 420 је добило отказе у влади због сумње да су хомосексуалци.
Током педесетих и шездесетих година 20. века, Федерални истражни биро (ФБИ) и полиција правили су спискове познатих хомосексуалаца, њихових омиљених локала и пријатеља, а Пошта САД је водила евиденцију о адресама где је послат материјал који се односи на хомосексуалност. Савезне државе и локалне владе су чиниле исто: барови у којима су се окупљали хомосексуалци су затварани, а њихови клијенти су били хапшени, а њихове слике би биле објављиване у новинама. Градови су спроводили „чистке“ како би уклонили хомосексуалце из насеља, паркова, барова и плажа. Забрањено је било ношење одеће супротног пола, а универзитети су отпуштали предаваче за које се сумњало да су хомосексуалци. На хиљаде геј мушкараца и жена било је јавно понижавано, физички малтретирано, отпуштано са посла и затварано у затворе или институције за менталне болеснике. Многи су живели двоструки живот, држећи у тајности своју сексуалност.
Године 1952, Америчко удружење психијатара уврстило је хомосексуалност у Дијагностички и статистички приручник (енгл. Diagnostic and Statistical Manual (DSM)), као социопатолошки поремећај личности. Студија о хомосексуалности из 1962. оправдала је укључивање хомосексуалности као поремећаја, закључивши да је то „патолошки скривени страх од супротног пола који је изазван трауматским односом између родитеља и детета“. Овај став је био веома утицајан у медицинској струци. Међутим, 1956. године Евелин Хукер спровела је истраживање у којем је упоредила срећу и друштвену прилагођеност мушкараца хомосексуалаца с једне, и хетеросексуалаца с друге стране, и није пронашла никакве разлике. Њено истраживање запањило је медицинску заједницу, а она се претворила у хероја за многе геј мушкарце и лезбијке, међутим, хомосексуалност је остала у Дијагностичком и статистичком приручнику све до 1973. године.

### Хомофилни активизам и инцидент у Комптоновој кафетерији
Као одговор на овакво стање формиране су независно једна од друге, две организације, како би се бориле за права хомосексуалаца и обезбедиле друштвене услове у којима би се геј мушкарци и лезбијке могли дружити без страха од хапшења. Хомосексуалци из области Лос Анђелеса формирали су 1950. године у кући комунистичког активисте Харија Хеја организацију Друштво маташин (енгл. Mattachine Society). Њихови циљеви су били да уједине хомосексуалце и да их образују, да обезбеде руководство, и помогну „сексуално девијантним особама“ са правним проблемима. Наишавши на огроман отпор због свог радикалног приступа, Маташин је 1953. своје циљеве преоријентисао са радикалне борбе на асимилацију и углед. Закључили су да ће лакше променити ставове друштва о хомосексуалности ако докажу да су геј мушкарци и лезбијке нормални људи, и да се не разликују од хетеросексуалаца. Убрзо након тога, неколико жена у Сан Франциску које су се састајале у својим дневним собама, основале су удружење Ћерке Билитис (енгл. Daughters of Bilitis (DOB)). Иако је првобитан циљ ових жена био да обезбеде неко сигурно место где би могле да плешу, ово удружење је расло и развило сличне циљеве као и Маташин, апелујући на своје чланове да се асимилују у ширу друштвену заједницу.
Једна од првих правних борби против владине репресије почела је 1953. Организација под називом ONE, Inc почела је објављивати часопис под називом ONE. Пошта Сједињених Америчких Држава одбила је да дистрибуира августовско издање часописа које је за тему имало живот хомосексуалаца у хетеросексуалним браковима, под изговором да се ради о опсценом материјалу, упркос томе што су паковања у којима се налазио часопис била покривена смеђим папиром. Случај је на крају дошао до Врховног суда који је 1958. пресудио да ONE, Inc може да шаље часопис путем поште.
Број хомофилних организација (како су се звале геј групе) растао је и ширио се и на Источној обали. Постепено, припадници ових организација су постали одважнији. Франк Камени је основао Маташин у Вашингтону. Камени је отпуштен из Службе за мапе Војске САД због тога што је био хомосексуалац, те је безуспешно тужио војску тражећи да буде враћен на посао. Камени је написао да се хомосексуалци не разликују од хетеросексуалаца, често усмеравајући своје напоре према стручњацима за ментално здравље, од којих су неки учествовали на састанцима Маташина и ДОБ-а говорећи члановима да су ненормални. Камени је 1965, инспирисан покретом за грађанска права, организовао скуп код Беле куће и других владиних зграда у знак протеста због дискриминације у запошљавању. Овај скуп шокирао је многе геј људе и узнемирио руководства Маташина и ДОБ-а.У исто време, демонстрације покрета за грађанска права и протести против рата у Вијетнаму постајали су све чешћи и масовнији, те је долазило до честих сукоба са полицијом.
Потпуно маргинализоване, чак и унутар малих геј заједница, биле су особе које су излазиле из оквира традиционалне родне улоге. То су били феминизирани мушкарци и мушкобањасте жене, као и мушкарци и жене који су стално или повремено живели и облачили се као особе супротног пола. Наука их је класификовала као трансвестите, и они су били највидљивији представници сексуалних мањина. Они су кварили пажљиво изграђену слику коју су стварали Маташин и ДОБ а која је слала поруку друштву да се хомосексуалци не разликују ни по чему од хетеросексуалаца. Маташин и ДОБ су сматрали да су проблеми ових особа и њихова борба нешто што је слично борби хомофилних организација, али да ипак није исто. Геј и трансродне особе организовале су мање побуне у Лос Анђелесу 1959, као одговор на полицијска малтретирања.
У августу 1966, трансвестити, драг квинсице и проститутке седели су у Комптоновој кафетерији у Сан Франциску. Менаџмент кафетерије позвао је полицију која је дошла и покушала да ухапси мушкарце који су били обучени као жене. Уследили су нереди у којима је поразбијан инвентар кафетерије и оштећено једно полицијско возило, а неколико дана касније прозори на кафетерији су поново разбијени након што су били постављени нови. Професорка Сузан Страјкер сврстава нереде у Комптоновој кафетерији у догађаје проузроковане „дискриминацијом трансродних особа а не дискриминацијом на основу сексуалне оријентације“ и повезује побуну са питањима рода, расе и класе чији су значај хомофилне организације настојале да умање. Овај инцидент означио је почетак активизма трансродних особа у Сан Франциску.

### Гринич вилиџ
Велики број хомосексуалаца доселио се после Првог светског рата у њујоркшке четврти Гринич вилиџ и Харлем, када су многи мушкарци и жене који су служили у војсци искористили прилику да се населе у већим градовима. У енклавама где су живели геј мушкарци и лезбијке у следеће две деценије развијена је посебна поткултура. Забране су на неки начин ишле на руку геј локалима, јер је конзумирање алкохола гурнуто у подземље, заједно са другим понашањима која су се сматрала неморалним. Град Њујорк донео је законе против хомосексуалности у јавном и приватном сектору, али пошто је алкохол био веома тражен, импровизовани барови и локали где се точило пиће толико су се намножили да власти нису биле у могућности да у свима врше инспекције.
Друштвена репресија између 1950. и 1960. године довела је до културне револуције у Гринич Вилиџу. Генерација младих књижевника, који су касније названи бит генерацијом, писали су о анархији, дрогама и хедонистичким задовољствима. Међу њима су били и Ален Гинсберг и Вилијам С. Бароуз, обојица становници Гринич вилиџа, који су писали и о хомосексуалности. Њихово писање привукло је симпатије либерално оријентисаних људи, као и хомосексуалаца који су били жељни заједнице.
Почетком седме деценије XX века спровођена је организована кампања да се Њујорк ослободи од геј барова по налогу градоначелника Роберта Ф. Вагнера, који је био забринут за имиџ града у јеку припрема за Светску изложбу 1964. Град је одузео дозволе за точење пића овим баровима, а прерушени полицајци радили су на томе да приведу што више хомосексуалаца. Замка се обично састојала у томе да полицајац на тајном задатку пронађе мушкарца у бару или парку, уђе с њим у разговор, а ако разговор води ка могућности да би могли „отићи“ заједно, мушкарац би био ухапшен. Једна прича објављена у Њујорк посту описује хапшење у свлачионици теретане, када се полицајац ухватио за препоне и почео да стење, човек који се затекао ту питао га је да ли је све у реду, због чега је убрзо био ухапшен. Мали број адвоката је прихватао да брани ухапшене у овим случајевима, а неки од адвоката су давали сву своју зараду полицајцима који су извршили хапшење.
Маташин је успео да код новоизабраног градоначелника Џона Линдзија издејствује прекидање полицијске кампање хапшења хомосексуалаца у Њујорку. Међутим, много више проблема имали су са Управом за алкохол савезне државе Њујорк. Иако ниједан закон није забрањивао точење пића хомосексуалцима, судови су дозволили Управи за алкохол дискрецију у одобравању и одузимању лиценци за точење локалима који би могли постати „неуредни“. Упркос томе што су у Гринич вилиџу живели у великом броју, постојало је само неколико места, осим барова, где су се геј мушкарци и лезбијке могли отворено окупљати без малтретирања и страха од хапшења. Године 1966, Маташин је у Њујорку одржао „сип ин“ у бару „Julius“ у Гринич Вилиџу, који су углавном посећивали геј мушкарци, да илуструје дискриминацију са којом се суочавају хомосексуалци.
Ниједан од барова у којима су се окупљали није био у власништву геј особа. Скоро сви су били у власништву и под контролом мафије, који су се лоше односили према редовним посетиоцима, разводњавали алкохолна пића, и продавали их по ценама много већим од уобичајених. Такође су плаћали појединцима у полицији како би спречили честе рације.

### Стоунвол ин
Стоунвол ин, који се налази у Улици Кристофер на броју 51 и 53, заједно са неколико других објеката, тада је био у власништву породице Ђеновезе. Године 1966, три члана мафије уложила су 3.500 долара како би преуредили Стоунвол ин у геј бар, након што је раније био ресторан и ноћни клуб за хетеросексуалце. Једном недељно долазио је полицајац и узимао коверту новца као мито, јер Стоунвол ин није имао дозволу за точење алкохола. У бару није било текуће воде, искориштене чаше су провлачене кроз велику посуду са водом и одмах поново коришћене. Није било пожарног излаза, а нужници су непрестано били заузети. Иако бар није коришћен за проституцију, продаја дроге и друга илегална трговина су биле честа појава. То је био једини бар за геј мушкарце у Њујорку где је био дозвољен плес. Плес је био његова главна атракција од поновног отварања као геј клуба.
Посетиоце Стоунвол ина је дочекивао портир који би их прво осмотрио кроз шпијунку на вратима. Конзумирање алкохола није било дозвољено за особе млађе од 18 година, а да би се избегло да се у клуб инфилтрирају прерушени полицајци (који су називани именима Lily Law, Alice Blue Gown или Betty Badge), посетиоци су морали бити познати портиру, или „изгледати геј“. Улазница је током викенда коштала 3 долара, за шта је купац добијао две карте које су се могле заменити за два пића. Посетиоци су такође морали да упишу своја имена у књигу што је требало да послужи као доказ да је бар „приватни клуб“, али су ретко уписивали своја права имена. У бару су постојале две просторије за плес. Њихови зидови су били црни, те је унутра било веома мрачно са пулсирајућим и црним светлима. Уколико би полиција била примећена, укључивана су бела светла што је био сигнал да сви треба да престану са игром и додиривањем. Стоунвол ин је био један од два бара где су могли ући феминизирани нашминкани мушкарци (додуше, у мушкој одећи), док је само неколицини трансвестита потпуно обучених у драг квинсице био дозвољен улаз од стране обезбеђења. Процењује се да је 98% посетилаца било мушког пола, а понекад је и неколико лезбијки долазило у бар. Млађи мушкарци, бескућници, који су спавали у оближњем парку Кристофер, често би покушавали да уђу унутра како би им посетиоци купили пиће. Старост посетилаца се кретала у распону од старијих тинејџера до особа у раним тридесетим, а расна структура је такође била измешана. Готово једнак проценат посетилаца чинили су белци, афроамериканци и хиспаноамериканци. Због овакве мешавине посетилаца, локације, као и чињенице да је био дозвољен плес, Стоунвол ин је многима био познат као најбољи „геј бар у граду“.
Полицијске рације у геј баровима су биле честе, и у просеку су се дешавале једном месечно у сваком бару. Многи барови су чували додатне залихе пића у тајном простору иза бара, или у аутомобилу пар блокова даље, да би се омогућио наставак пословања што пре уколико би алкохол био одузет. Власници и менаџмент барова су обично унапред знали за рације јер су имали доушнике у полицији, а рације су се догађале рано увече тако да је бар могао наставити са радом након што полиција оде. Током уобичајене рације палила су се светла, а посетиоци су били постројени у ред те су им провераване личне карте. Они који нису имали личну карту или који су били обучени у одећу супротног пола су хапшени, а другима је дозвољавано да оду. Жене су морале да носе три комада женске одеће, а уколико се утврди да их не носе биле су ухапшене. Запослени и менаџмент барова су током рације обично били ухапшени. Период непосредно пре 28. јуна 1969. обележен је честим рацијама у локалним баровима, укључујући и рацију у Стоунвол ину у уторак пре нереда., као и затварањем 4 клуба у Гринич вилиџу.

## Нереди

### Полицијска рација
У суботу, 28. јуна 1969. у 1:20 ујутру, четири полицајца у цивилу у тамним оделима, две патроле полицајаца у униформи, детектив Чарлс Смит и заменик инспектора Симор Пин дошли су до двоструких врата Стоунвол ина и гласно објавили: „Полиција! Преузимамо место!“ Две прерушене полицајке и два полицајца у цивилу ушли су у бар раније те вечери да прикупе доказе, док је екипа Одреда за јавни морал чекала испред на сигнал. Екипа која је била унутра позвала је појачање користећи телефон који је постојао у бару. Музика је била одмах искључена, а укључена су главна светла. У бару је те ноћи било око 200 особа. Посетиоци који никада нису присуствовали полицијској рацији су били збуњени, док су они који су знали шта се дешава почели да јуре према вратима и прозорима тоалета. Полиција је блокирала врата, те су збуњеност и паника почели убрзано да се шире. Мајкл Фејдер се сећа: „Ствари су се десиле тако брзо да смо једноставно ухваћени не знајући. Одједном је ту била полиција и речено нам је да станемо у линију, да извадимо личне карте и да будемо спремни да нас изведу из бара.“
Рација није ишла како је планирано. Стандардна процедура је била да се посетиоци поставе у ред, да им се провере идентификациони документи, и да жена полицајац одведе оне који носе женску одећу у тоалет како би проверила њихов пол, након чега би сваки мушкарац који је носио женску одећу био ухапшен. Међутим, они који су били обучени као жене те ноћи су одбили да иду са полицајком. Мушкарци у реду почели су одбијати да изваде идентификационе документе. Полиција је одлучила да све присутне одведе у полицијску станицу, те су одвојили трансвестите у просторију у задњем делу бара. Марија Ритер, коју су у породици знали као Стива, сећа се: „Мој највећи страх је био да ћу бити ухапшена. Мој други највећи страх је био да ће слика мене у хаљини моје мајке бити објављена у новинама или на телевизији.“ И посетиоци и полиција се сећају да се осећај нелагодности ширио веома брзо, подстицан од стране полицајаца који су почели да вређају неке од лезбијки.

„Сви су били узнемирени, љути, и узбуђени. Нико није имао слоган, нико није имао чак ни став, али се нешто кувало.“

Едмунд Вајт, сведок догађаја код Стоунвола
Требало је да полицајци пренесу алкохол из бара у полицијске „марице“. Било је заплењено 28 кутија пива и 19 флаша жестоког пића, али возила нису стигла, тако да су посетиоци бара морали да чекају у реду око 15 минута. Они који нису били ухапшени пуштени су да изађу на предња врата, али се нису разишли брзо као обично. Уместо тога, заустављали су се испред па је гомила која је посматрала шта се дешава почела да расте. У року од неколико минута, између 100 и 150 особа се окупило испред, од којих су неки дошли након што су пуштени из унутрашњости Стоунвола, а неки након што су приметили полицијске аутомобиле и окупљену масу. Иако је полиција ударала и гурала неке од гостију из бара, неки од њих су по изласку почели да им салутирају, исмевајући их на одушевљење масе која је била окупљена испред.
Када је стигло прво полицијско возило за превоз ухапшених, инспектор Пин се присећа да се број људи окупљених испред бара, од којих су највећи број били хомосексуалци, удесетостручио у односу на број посетилаца бара и да је међу свима завладала тишина. Због забуне у радио везама каснио је долазак другог возила. Полиција је спровела припаднике мафије у прво возило на одушевљење посматрача. Затим су у возило стављени запослени у бару. Један посматрач је узвикнуо: „Геј снага!“, а неко је почео певати We Shall Overcome, на шта је публика одушевљено реаговала, међутим забава и добро расположење су били помешани са „растућим и интензивним непријатељством“. Један полицајац је гурнуо трансвеститу која му је одговорила ударивши га својом торбом у главу, а маса је почела да навија. Аутор Едмунд Вајт, који је у то време пролазио поред Стоунвол ина, овако описује тадашња дешавања: „Сви су били узнемирени, љути, и узбуђени. Нико није имао слоган, нико није имао чак ни став, али се нешто кувало.“ Гаћице, а затим и пивске флаше су бацане на полицијско возило након што се проширила гласина да су појединци још затворени у бару и да их туку.
Туча је избила када је полиција покушала да отпрати једну жену са лисицама у полицијско возило. Она је у више наврата бежала и борила се са четворицом полицајаца, псујући их и вичући, што је трајало неких десетак минута. Један полицајац ју је ударио пендреком у главу, јер се, према изјави једног сведока, жалила да су јој лисице превише уске. Посматрачи се присећају да је жена, чији је идентитет остао непознат, подстакла масу да се бори када их је погледала и довикнула: „Зашто не учините нешто?“ Полицајац ју је ухватио и угурао у возило. У том тренутку је ситуација ескалирала у отворени сукоб.

### „Последња кап“
Полиција је покушала да обузда гомилу те је оборила неколико људи, што је још више разгневило појединце. Неки од ухапшених са лисицама на рукама, који су се налазили поред полицијског возила су побегли, након што их је полиција оставила без надзора (према неким сведоцима, намерно). Гомила је затим покушала да преврне полицијско возило, након чега је она заједно са још два патролна аутомобила, са неколико пробушених гума напустила место дешавања, а инспектор Пин је апеловао да се возила врате што пре. Сукоби су привукли још више људи који су приметили шта се дешава. Неко у маси је повикао да је полиција упала у бар јер им није исплаћен „њихов део“, на шта је неко други повикао „Хајде да их исплатимо!", након чега су метални новчићи полетели према полицајцима. Полицајци су, увидевши да су бројчано надјачани од стране демонстраната којих је сада било између 500 и 600, зграбили неколико људи како би их искористили као штит док су се повлачили према Стоунвол ину. Међу овим људима је био и фолк певач Дејв Ван Ронк који је, када је чуо шта се дешава, дошао из бара неколико блокова даље. Иако Ван Ронк није био геј, много пута је био сведок полицијске бруталности док је учествовао у антиратним демонстрацијама: „Што се мене тиче, свако ко би се супротставио полицајцима је имао моју подршку, и зато сам остао... Сваки пут када бих се окренуо пандури су искаљивали свој бес на некоме“. Десет полицајаца, укључујући и две полицајке, забарикадирали су се унутар Стоунвол Ина, са њима су били Ван Ронк, Хауард Смит (новинар „Вилиџ војса“), и неколико ухапшених са лисицама на рукама које су полицајци повели ради властите безбедности.
Многе анализе нереда говоре да они нису били унапред планирани, те да није било очигледног повода за демонстрације и да је оно што се десило је било спонтано. Мајкл Фејдер, учесник демонстрација, објашњава:
Сви смо имали колективни осећај да нам је доста ове врсте срања. То није било ништа опипљиво што је неко рекао неком другом, него као да је све што се накупљало годинама дошло свима у главу те ноћи на том месту, и то нису биле организоване демонстрације... Сви у маси су осетили да више нема повратка. То је било нешто као последња кап. Било је време да се врати оно што нам је одувек одузето... Било је разних људи, и свако је имао свој разлог, али углавном су то били бес, љутња, туга, све заједно, и све је одједном измакло контроли. Полиција је та која је направила већину штете, ми смо само покушавали да се ослободимо и вратимо унутра. Осетили смо да коначно имамо слободу, или слободу да бар покажемо да захтевамо слободу. [...] То је као да први пут устајете и снажно захтевате нешто, и то је оно што је изненадило полицију. Било је нешто у ваздуху, слобода која касни већ дуго времена, и ми смо се борили за њу. Та борба је попримила различите облике, али суштина је била да ми нећемо отићи. И нисмо отишли.— 
Једина фотографија која је снимљена током прве ноћи немира показује младе бескућнике који су спавали у оближњем парку Кристофер у сукобу са полицијом. Часопис Друштва маташин који је изашао месец дана касније понудио је своје објашњење због чега су се немири догодили: „Ту су се углавном окупљали људи који нису били добродошли, или који нису могли себи да приуште да излазе на друга места где су се окупљали хомосексуалци... Стоунвол је постао дом за ову децу. Када је дошло до рације, они су се борили за њега... То, и чињеница да нису имали шта да изгубе осим најтолерантнијег и најотворенијег геј места у граду, објашњава зашто.“
Канте за смеће, флаше, камење и цигле су бацани на зграду, поразбијавши прозоре. Сведоци потврђују да су најмаргинализованије особе унутар геј заједнице биле одговорне за први вал „пројектила“, као и за чупање паркинг-метра којим су покушали да разбију врата Стоунвол ина. Силвија Ривера, која је била потпуно обучена у драг квинсицу и унутар Стоунвола током рације, сећа се:„Третирали сте нас као говна свих ових година? Уф-уф. Сада је ред на нас... То је био један од најзначајнијих тренутака у мом животу.“ Маса је запалила смеће и почела да га баца кроз поломљене прозоре, а полицајци су зграбили ватрогасно црево. Међутим није било притиска, те је црево било бескорисно, што је још више охрабрило масу. Када су демонстранти поломили прозоре који су били покривени иверицом од стране власника бара како би одвратили полицију и спречили рације, полицајци у бару су извадили пиштоље. Врата су се отворила и полицајци су уперили оружје на гомилу, претећи да ће пуцати. Новинар Вилиџ војса Хауард Смит, који је био у бару са полицијом, узео је француски кључ и ставио га у панталоне не знајући да ли да га употреби против руље или против полиције. Ускоро су стигле нове полицијске снаге и ватрогасна возила. Сукоб је трајао око 45 минута.

### Ескалација
Тактичке полицијске снаге (engl. Tactical Police Force (TPF)) за разбијање демонстрација стигле су да ослободе полицајце који су били заробљени у бару. Једном полицајцу је било повређено око, док је неколико других који су погођени разним предметима такође било повређено. Боб Колер, који је шетао свог пса код Стоунвол ина те ноћи, видео је да TPF стиже: „Учествовао сам у довољно нереда, тако да сам знао да је забава завршена.... Пандури су били потпуно понижени. То се никада раније није десило. Претпостављам да су били љући него што су икада пре били, јер сви други су правили нереде... али од „вила“ се није очекивало да се буне... ниједна група никада раније није приморала пандуре да се повуку, тако да је бес био огроман. Мислим, желели су да „убију.““ Након што су добили појачање, полицајци су одлучили да приведу све које су могли, да их стрпају у марице и превезу у затвор, али инспектор Пин се сећа: „Борбе су избиле са трансвеститима, који нису хтели да уђу у марицу“. Ово је потврдио још један сведок који је посматрао догађаје с друге стране улице: „Оно што сам могао да видим о томе ко се борио је да су то били трансвестити и борили су се жестоко.“
Снаге TPF-а су формирале фалангу и покушале да рашчисте улицу марширајући полако и потискујући масу. Маса је отворено исмевала полицију. Неки су почели да их поздрављају, да изводе разне плесне покрете, и певају у ритму музике из емисије The Howdy Doody Show. Вилиџ војс је о догађајима писао: „Једно време је дошло до стагнације, када су (демонстранти) изводили неке геј будалаштине направивши формацију која је личила на хор и која је стајала наспрам формације полицајаца под пуном опремом. Баш када је формација ушла у пуну плесну рутину, TPF је поново напредовао и потиснуо масу која је узвикивала „геј снага“ низ улицу Кристофер према Седмој авенији.“ Један од учесника који су били у Стоунволу током рације је подсетио: „Полиција нас је јурила, и тада сам схватио да ово није била добра идеја, јер су ме с леђа ударили пендреком.“ Други учесник је изјавио: „Никада нећу избрисати из сећања тај призор. Полицајци са пендрецима и плесна формација на другој страни. То је невероватна ствар. [...] Мислим да сам тада осетио бес. Јер људе су пребијали пендрецима. А због чега? Због плеса.“
Крег Родвел, власник „Спомен књижаре Оскар Вајлд“ испричао је да је гледао како полиција јури демонстранте кроз кривудаве улице, да би потом видео демонстранте како излазе из разних ћошкова иза полиције. Маса је заустављала аутомобиле, преврнувши један од њих како би блокирали улицу Кристофер. Џек Николс и Лиг Кларк, у колумни штампаној у магазину Screw, написали су да је „велика гомила гневних демонстраната јурила (полицију) кроз неколико блокова узвикујући „Ухватите их!““
До 4:00 ујутру улице су биле готово празне. Многи људи су седели на степеништу или су се окупили у оближњем парку Кристофер током јутра, мамурни и у неверици шта се догодило. Многи сведоци се сећају осећаја надреалности и језиве тишине који је долазио из улице Кристофер, иако је и даље било „електрицитета у ваздуху“. Један је прокоментарисао: „Постојала је одређена лепота у ономе што се десило.... Било је очигледно, бар мени, да је много људи било геј, и да је ово била наша улица“. Тринаест људи је ухапшено. Неки од учесника су били хоспитализовани, а повређена су и четири полицајца. Скоро све у Стоунвол ину је био поломљено. Инспектор Пин је намеравао да затвори и размонтира Стоунвол ин те ноћи. Телефонска говорница, тоалети, огледала, џубокс, машине за цигарете... све је било разбијено, могуће у нередима а могуће и од стране полиције.

### Отворена побуна
Још у току нереда код Стоунвола, Крег Родвел је звао Њујорк тајмс, Њујорк пост и Њујорк дејли њуз да их обавести о догађајима. Сва три новинска листа су писала о нередима, а „Њујорк дејли њуз“ их је ставио на насловну страну. Вести о нередима су се брзо прошириле Гринич вилиџом, подстакнуте гласинама да су их организовали Студенти за демократско друштво, Црни пантери, а кружила је и гласина да је нереде организовао „хомосексуални полицајац чији је „цимер“ отишао плесати у Стоунвол против његове воље“ Током суботе, 28. јуна, људи су целог дана долазили и гледали спаљени Стоунвол ин. На зидовима бара су осванули графити са порукама „Драг снага“, „Напали су наша права“, „Подршжите геј снагу“, и „легализујте геј барове“, а освануо је и графит у вези са статусом бара - „Отворени смо“.
Следеће ноћи су поново избили нереди у улици Кристофер. Међу учесницима постоје различита мишљења о томе која је ноћ била више насилна. Многи који су учествовали у нередима током прве ноћи вратили су се и током друге, а ту су били и „полицијски провокатори“, радознали пролазници па чак и туристи. За многе је било изненађујуће повећано исказивање хомосексуалне привлачности у јавности, један сведок је то описао овако: „У односу на стање када смо морали ићи од врата до врата и разговарати са неким кроз шпијунку како бисмо ушли, изненада смо били ван. Били смо на улицама.“

Знаш, момци су били тако лепи, изгубили су онај рањени изглед који су сви педери имали у последњих 10 година.

Ален Гинсберг
Хиљаде људи опет се окупило испред Стоунвола, који је поново отворен, загушујући улицу Кристофер док се гомила није „прелила“ и у суседне блокове. Маса је окружила аутобусе и аутомобиле, малтретирајући путнике, док нису или признали да су геј или сугерисали да подржавају демонстрације. Силвија Ривера је видела свог пријатеља како скаче на оближњи аутомобил који је покушавао да се пробије кроз масу. Појединци из масе су тресли аутомобиле гурајући их напред и назад и застрашујући путнике. Још једна Риверина пријатељица, Марша П. Џонсон, попела се на стуб за уличну расвету и бацила тешку торбу на хаубу полицијског аутомобила, разбивши ветробран. Као и претходне вечери, запаљени су контејнери у целој области где су се нереди одвијали. Било је присутно више од 100 полицајаца, а у 2 сата после поноћи поново су стигле јединице TPF-а. Када је полиција привела поједине демонстранте, које је већина сведока описала изразима „sissies“ и „swishes“, гомила је кренула да их ослободи. Уличне борбе поново су трајале до 4 сата ујутру.
Песник Бит генерације Ален Гинсберг био је дугогодишњи становник Гринич вилиџа односно улице Кристофер. Након што је сазнао за нереде који су се догодили претходне вечери, рекао је: „Геј снага! Није ли то сјајно!... Било је и време да урадимо нешто да се потврдимо!“, Након тога је посетио Стоунвол ин по први пут. Када се враћао кући, рекао је Лучијану Траскоту: „Знаш, момци су били тако лепи, изгубили су онај рањени изглед који су сви педери имали у последњих 10 година.“

### „Неподношљиво стање“
Сукоби и протести у Гринич вилиџу су били спорадични у понедељак и уторак, делом и због кише. Полиција и становници су имали неколико препирки, јер су обе групе презирале једна другу. Крег Родвел и његов партнер Фред Сарџент одштампали су и поделили 5.000 летака после прве ноћи немира, у једном од њих је писало: „Истерајте мафију и полицију из геј барова“. Леци су позивали геј мушкарце да успоставе своје барове, те да бојкотују Стоунвол и друге барове у власништву мафије, као и да се изврши јавни притисак на канцеларију градоначелника да истражи „неподношљиво стање.“
Нису сви у геј заједници сматрали побуну позитивним догађајем. За многе старије хомосексуалце и чланове „Друштва маташин“ који су током 1960-их радили на томе да прикажу да се хомосексуалци не разликују од хетеросексуалаца, употреба насиља и приказивање „феминизираног“ понашања је било понижење. Ренди Викер, који је учествовао у првим протестима за геј права испред Беле куће, рекао је да је оно што се дешавало у Стоунволу било супротно свему што је желео да људи мисле о хомосексуалцима. Други су сматрали да је затварање Стоунвол ина позитивна ствар за Вилиџ.
У среду је у Вилиџ војсу изашла репортажа о нередима коју су написали Хауард Смит и Лушан Траскот а која је садржавала неласкаве описе догађаја и учесника који су, између осталог, описани и као „снаге педерства“. Маса се поново окупила у улици Кристофер и кренула према канцеларијама Вилиџ војса претећи да ће да их запали. У маси која је бројала између 500 и 1.000 учесника било је и припадника других група које су имале „неуспешне“ сукобе са полицијом у прошлости, и који су били радознали да сазнају како је полиција била поражена претходних ноћи. Дошло је до нових уличних борби, у којима је повређено неколико полицајаца и демонстраната, опљачкано неколико радњи, а ухапшено је 5 особа. Инциденти у среду су трајали око сат времена, а један сведок их је описао на следећи начин: „Прочуло се! Улица Кристофер ће бити ослобођена. Педерима је доста угњетавања.“

## Последице
Осећај хитности проширио се по Гринич вилиџу, чак и код људи који нису били сведоци немира. Многи који су присуствовали састанцима током побуне, осетили су прилику да предузму акцију. Дана 4. јула 1969, Друштво маташин је одржало редовни годишњи протест испред зграде Independence Hall у Филаделфији, под називом Годишњи подсетник. Организатори Крег Родвел, Франк Камени, Ренди Викер, Барбара Гитингс и Кеј Лахусен, који су сви учествовали и претходних година, дошли су из Њујорка у Филаделфију аутобусом, заједно са осталим учесницима. Од 1965, оваква окупљања су била врло контролисана: жене су носиле сукње а мушкарци су носили одела и кравате, и сви су марширали тихо у организованим редовима. Ове године Родвел се сећа да се осећао ограниченим због правила које је поставио Камени. Када су се две жене спонтано ухватиле за руке, Камени их је раздвојио говорећи: „Ништа од тога! Ништа од тога!“ Родвел је, међутим, убедио десетак парова да се држе за руке. Камени је због овога био бесан, али су парови који су се држали за руке добили више медијске пажње него сви претходни маршеви. Једна од учесница Лили Винченз се сећа: „Било је јасно да се ствари мењају. Људи који су се раније осећали угњетаваним, сада су се осећали оснаженим.“ Родвел се вратио у Њујорк одлучан да промени дотадашње тихе, кротке начине привлачења пажње. Један од његових првих приоритета био је планирање „Дана ослобођења улице Кристофер“.

### Геј ослободилачки фронт
Иако је Друштво маташин постојало од 1950-их, многе од њихових метода у том тренутку су се чиниле сувише благим за људе који су били сведоци или који су били инспирисани нередима. Маташин је признао ову промену у ставовима у једном чланку у својим новинама под називом „Херпин дроп је обишао свет“. Када је један активиста Маташина предложио „пријатељске и слатке“ демонстрације са свећама, људи из публике су негодовали узвикујући да је то улога коју их је друштво терало да играју. Уз летке на којима је писало: „Да ли сматрате да се хомосексуалци буне? Можете се кладити да је тако!“, формиран је Геј ослободилачки фронт (енгл. Gay Liberation Front (GLF)), прва геј организација која је користила реч „геј“ у свом имену. Претходне организације као што су Друштво маташин, Ћерке Билитис, и друге су прикривале своје циљеве намерно бирајући нејасна имена.
Успон милитантности је постао очигледан и дугогодишњим активистима као што су Френк Камени и Барбара Гитингс. За време једног састанка ГЛФ-а, коме су присуствовали и њих двоје како би упознали нову организацију, млади члан ГЛФ-а их је питао ко су и тражио да види њихове акредитације. Гитингс је збуњено замуцкивала: „Ја сам геј. Зато сам овде.“ ГЛФ је преузео тактику од афроамеричких и антиратних демонстраната и повезао се са њима са жељом да „раде заједно на реструктурирању америчког друштва“. По угледу на Црне пантере, марширали су на женски затвор у Њујорку дајући подршку ухапшеној Афени Шакур и другим радикалним циљевима нове левице. Међутим, четири месеца након што је формирана, група се распала јер чланови нису били у стању да се договоре око начина деловања.

### Геј активистички савез
У року од шест месеци од Стоунволске револуције, активисти су покренули часопис под именом „Геј“ (енгл. Gay). Сматрали су га неопходним јер је најлибералнија публикација у граду, Вилиџ војс, одбијала да објави реч „геј“ у огласима у којима је ГЛФ тражио нове чланове и волонтере. У размаку од шест недеља покренута су још два часописа: Come Out! и Gay Power, а број читалаца ова три часописа ускоро је достигао цифру од 20.000 до 25.000.
Чланови ГЛФ-а су организовали неколико плесова за истополне парове, али су састанци ГЛФ-а били хаотични. Када је Боб Колер тражио одећу и новац за помоћ младим бескућницима који су учествовали у нередима, а од којих су многи спавали у парку Кристофер или на тргу Шеридан, развила се дискусија о пропасти капитализма. Крајем децембра 1969, неколико људи који су били фрустрирани након присуства састанцима ГЛФ-а формирали су Геј активистички савез (енгл. Gay Activists Alliance (GAA)). ГАА је требало да буде у потпуности фокусиран на геј питања, и боље организован. У њиховом статуту је писало: „Ми као ослобођени хомосексуални активисти захтевамо слободу изражавања нашег достојанства и вредности као људских бића.“ ГАА је развио и усавршио конфронтациону тактику познату као „зеп“ (енгл. zap), а која се састојала у томе да пронађу политичара без чувара приликом јавног наступа или обраћања медијима и да захтевају од њега да подржи геј и лезбијска права. Неколико градских одборника је „зеповано“ а градоначелник Џон Линдзи је „зепован“ неколико пута, једном док је гостовао на телевизији, када су чланови ГАА чинили већину публике.
Рације у геј баровима нису престале после Стоунволске револуције. У марту 1970, заменик инспектора Симор Пин предводио је рације у клубовима „Зодијак“ и 17 Barrow Street. Рација се ускоро десила и у геј клубу „Змијско легло“ који није имао дозволу за рад и точење алкохола, при чему је ухапшено 167 особа. Један од посетилаца клуба, држављанин Аргентине, био је толико уплашен да би могао да буде депортован због тога што је хомосексуалац да је покушао да побегне полицији скачући са прозора другог спрата, при чему се озбиљно повредио јер је пао на шиљак ограде дуг 36 центиметара. Њујорк дејли њуз је објавио фотографију прободеног младића на насловној страни. Чланови ГАА су организовали марш од парка Кристофер до полицијске управе у којем је учествовало више стотина геј мушкараца, лезбијки и либералних симпатизера, који су се мирно суочили са ТПФ-ом. Такође су спонзорисали кампању писања писама градоначелнику Линдзију, у оквиру које су Демократска странка Гринич вилиџа и конгресмен Ед Кох упутили молбе да се зауставе рације на геј барове у граду.
Стоунвол ин је био отворен још само неколико седмица након нереда. У октобру 1969. понуђен је на изнајмљивање. Родвелов бојкот као и чињеница да се радило о злогласној локацији обесхрабривали су потенцијалне закупце.

### Геј понос
„Дан ослобођења улице Кристофер“ одржан је 28. јуна 1970, чиме је обележена прва годишњица Стоунволске револуције уз окупљања у улици Кристофер и прву параду поноса у историји САД, која је прошла кроз 51 градски блок до Сентрал парка. Марш је трајао мање од половине планираног времена, због узбуђења, али и због страха од шетње кроз град са геј заставама и знамењима. Иако је дозвола за параду издата само два сата пре почетка марша, учесници су наишли на слаб отпор од пролазника и посматрача. Њујорк тајмс је на насловној страни известио да су учесници заузели читаву улицу у дужини од око 15 градских блокова. Извештавање Вилиџ војса је било позитивно, описујући „отпор који је израстао као последица полицијске рације у Стоунвол ину пре годину дана.“

Било је мало отвореног анимозитета, а неки посматрачи су аплаудирали када је прошла висока, лепа девојка која је носила транспарент „Ја сам лезбијка“.

Текст из Њујорк тајмса о првој паради поноса
Геј параде су истовремено одржане и у Лос Анђелесу и Чикагу. Следеће године, параде су одржане у Бостону, Даласу, Милвокију, Лондону, Паризу, Западном Берлину и Стокхолму. Од 1972. године параде се одржавају и у Атланти, Бафалу, Детроиту, Вашингтону, Мајамију и Филаделфији.
Френк Камени је убрзо схватио кључну промену коју је донела Стоунволска револуција. Као један од организатора геј активизма 1950-их година, покушавао је да убеди људе да се геј особе не разликују од хетеросексуалаца. Када су он и други протестовали испред Беле куће, Стејт департмента и Индипенденс хола неколико година раније, њихов циљ је био да изгледају као да би могли да раде за америчку владу. Са Каменијем је тада протестовало још 10 особа и нису привукли готово никакву медијску пажњу. О значају Стоунволске револуције Камени је касније изјавио: „У време пре Стоунвола имали смо педесет до шездесет геј група у држави. Годину дана касније било их је најмање 1.500. Две године касније, у мери у којој се тај број могао утврдити, било их је 2.500.“
И Ренди Викер је као и Камени такође изразио жаљење због своје реакције на промену ставова након немира, назвавши то „једном од највећих грешака свог живота“. Слика геј особа које узвраћају на полицијско малтретирање, након што су толико година дозвољавале да такав третман прође без реакције „пробудила је неочекиване духове међу многим хомосексуалцима“. Кеј Лахусен, која је фотографисала раније протесте укључујући и онај из 1965, изјавила је: „До 1969, овај покрет је обично називан хомосексуалним или хомофилним покретом.... Многи нови активисти су сматрали Стоунволски устанак рођењем геј ослободилачког покрета. Свакако се радило о рађању геј поноса у великом обиму.“

## Легат

### Мало вероватна заједница
У року од две године од Стоунволске револуције формиране су групе за геј права у свим већим америчким градовима, Канади, Аустралији и западној Европи. Људи који су се прикључили овим организацијама након Стоунволске револуције имали су мало тога заједничког, осим сексуалне оријентације. Многи који су присуствовали скуповима ГЛФ-а и ГАА су били затечени бројем геј људи на једном месту. У годинама после нереда велике препреке стварању кохезивне заједнице биле су раса, класа, идеологија и род. Ово је дошло до изражаја током једног скупа из 1973, када је, неколико тренутака након што је Барбара Гитингс похвалила разноликост гомиле, феминистичка активисткиња Жан О’Лари протестовала против онога што је сматрала ругањем женама, од стране трансвестита и драг квинсица на скупу. Током говора О’Лари, у којем је још тврдила да драг квинсице исмевају жене ради забаве и профита, Силвија Ривера и Ли Брустер су скочиле на бину и узвикнуле: „Ви идете у барове због онога што су драг квинсице учиниле за вас, а ове кује нам кажу да престанемо бити оно што јесмо!“ Овај инцидент је изазвао гађење код свих учесника скупа.
О’Лари је током раних 1970-их радила на одвајању права трансвестита од геј права зато што је сматрала да ће права трансвестита бити тешко остварити. Силвија Ривера је напустила геј активизам и почела да ради искључиво на питањима трансродних особа и трансвестита. Почетна неслагања међу учесницима покрета, међутим, углавном су нестала након додатног размишљања. О’Лари је касније изразила жаљење због својих ставова: „Гледајући уназад, јако ми је непријатно јер су се моји погледи толико променили у односу на тај период. Данас никада не бих ишла против трансвестита.“„То је било ужасно. Како сам могла да радим на искључивању трансвестита и да у исто време критикујем феминисткиње које су у то време чиниле све да искључе лезбијке?“
О’Лари је имала на уму покушаје од стране чланица Националне организације за жене (енгл. National Organization for Women (NOW)) да се дистанцирају од појединих коментара у којима је организација описивана као „рај за лезбијке“. Као део овог процеса, Рита Ме Браун и друге лезбијке које су биле активне у организацији су протеране. Оне су организовале протест на Другом конгресу за уједињење жена 1970, и добиле подршку многих чланица, те су коначно поново прихваћене у организацију 1971. године.
Јачање лезбијског феминизма 1970-их понекад је било толико у супротности са геј ослободилачким покретом да су неке лезбијке одбијале да раде са геј мушкарцима. Многе лезбијке су сматрале ставове мушкараца патријархалним и шовинистичким, и виделе су код геј мушкараца исте заблуде и представе о женама као код хетеросексуалних мушкараца. Проблеми са којима су се суочавали геј мушкарци нису били толико изражени и важни за лезбијке. Године 1977, одржана је „лезбијска парада“ као алтернатива заједничком деловању са геј мушкарцима и дељењу њихових проблема, а нарочито онога што је Адријен Риш назвала „насилни, аутодеструктивни свет геј барова“. Геј активисткиња Барбара Гитингс одлучила је да остане у геј покрету, објашњавајући: „Ради се о томе где боли највише. По мом мишљењу не боли највише у женској арени, него у геј арени.“
Током 1970-их геј активизам је остварио значајне успехе. Један од првих и најважнијих је „зеп“ у мају 1970. који су извели чланови ГЛФ-а на конвенцији Америчког удружења психијатара (АПА). На конференцији о модификацији понашања, током приказивања филма о коришћењу терапије електрошоковима у циљу смањења истополне привлачности, Морис Кајт и чланови ГЛФ-а у публици прекинули су филм узвицима „Мучење!“ и „Варварство!“. Они су преузели микрофон и саопштили да су медицински професионалци који прописују такве терапије за хомосексуалне „пацијенте“ саучесници у њиховом мучењу. Иако је 20 психијатара који су присуствовали конференцији одмах отишло, чланови ГЛФ-а су провели сат времена са онима који су остали, покушавајући да их убеде да хомосексуалци нису ментално болесни. Када је АПА позвала геј активисте на разговор 1972, активисти су довели Џона Е. Фрајера, геј психијатра који су носио маску, јер се плашио за своју праксу. У децембру 1973, делом захваљујући и напорима геј активиста, АПА је једногласно гласала за уклањање хомосексуалности из Дијагностичког и статистичког приручника.
Геј мушкарци и лезбијке су радили заједно како би одговорили на организовани отпор геј правима који је започео 1977. Коалиција конзервативаца под називом Спасите нашу децу (енгл. Save Our Children) започела је кампању да се укине уредба о грађанским правима округа Дејд у америчкој савезној држави Флорида. Ова кампања је била успешна и утицала је на сличне кампање у неколико других америчких градова 1978, у којима су такође укинути закони и прописи који су забрањивали дискриминацију на основу сексуалне оријентације. Међутим, исте године је у Калифорнији поражена мера под називом Бригсова иницијатива, која је предвиђала отпуштање хомосексуалаца који су радили у државним школама. Реакција у геј заједници на утицај који су имале кампања организације „Спасите нашу децу“ и Бригсова иницијатива била је толико значајна да је названа другим Стоунволом од стране многих активиста, јер је означила почетак учешћа хомосексуалаца у политичким процесима.

### Одбацивање геј поткултуре
Стоунволска револуција била је значајна прекретница после које су многи аспекти раније геј и лезбијске поткултуре, као што је „барска култура“ формирана у деценијама прикривања и срамоте, снажно игнорисани и одбачени. Историчар Мартин Даберман пише: „Већина геј мушкараца и лезбијки виде деценије пре Стоунвола као огромну неолитску пустош.“ Историчар Бери Адам примећује: „Сваки друштвени покрет мора у једном тренутку да изабере шта ће из своје прошлости да задржи а шта ће да одбаци. Које ствари су резултат угњетавања а које су здраве и аутентичне?“ Као последица јачања феминистичког покрета раних седамдесетих, улоге „butch“ и „femme“ које су се развиле у лезбијским баровима током педесетих и шездесетих су одбачене, јер је, као што је један писац приметио: „Свако играње улога болесно“. Лезбијске феминисткиње сматрале су „butch“ улогу архаичном имитацијом мушког понашања. Неке жене су, према историчарки Лилијан Фадерман, биле жељне да одбаце улоге за које су осећале да су приморане да их играју. Ове улоге су се вратиле током осамдесетих година 20. века, али са много више флексибилности него пре Стоунвола.
Аутор Мајкл Бронски нарочито истиче „напад на предстоунволску културу“, посебно геј палп фикцију за мушкарце, чији су јунаци често били амбивалентни у односу на своју сексуалност и често су мрзели сами себе због тога. Многе овакве књиге завршавале су се трагично, често самоубиством, а писци су приказивали геј ликове као алкохоличаре и дубоко несрећне особе. Ове књиге, које он описује као „огромну и кохезивну књижевност написану за геј мушкарце или су геј мушкарци били њихови аутори“, нису се поново издавале те су се изгубиле у наредном периоду. Бронски такође пише: „Геј покрет је био омладински покрет чији је осећај за историју у великој мери дефинисан одбацивањем прошлости.“

### Каснији утицај
Немири који су избили као последица полицијске рације били су дословни пример борбе геј мушкараца и лезбијки који су „узвратили ударац“ и симболични позив на „оружје“ за многе људе. Историчар Дејвид Картер пише у својој књизи о Стоунволској револуцији да је сам бар био сложено место, и да је у исто време представљао место за дружење, могућност за мафију да уцени своје клијенте, дом, и место „експлоатације и деградације“. Истински легат Стоунволске револуције, Картер инсистира, је „тренутна борба за лезбијску, геј, бисексуалну и трансродну једнакост“. Историчар Николас Едсал пише:
Стоунвол су поредили са бројним актима радикалних протеста и пркоса у америчкој историји од Бостонске чајанке па надаље. Али, најбоља и свакако више савременија аналогија може се направити са одбијањем Розе Паркс да пређе у задњи део аутобуса у Монтгомерију, у Алабами, у децембру 1955, што је био почетак модерног покрета за грађанска права. У року од неколико месеци након Стоунвола, радикалне геј групе и публикације појавиле су се у многим градовима и колеџима широм Америке, а затим и широм целе северне Европе.— 
Пре Стоунволске побуне хомосексуалци су били, као што пишу историчари Дадли Клендинен и Адам Нагурни:
...тајна легија људи, за коју се знало али која је отписана, игнорисана, исмејана и презрена. И који су као чувари тајне, имали предност која је у исто време била и мана, а што није био случај ни код једне друге мањинске групе у Сједињеним Америчким Државама. Били су невидљиви. За разлику од афроамериканаца, жена, Индијанаца, Јевреја, Ираца, Италијана, азијата, латиноамериканаца, и било које друге културне групе која се борила за поштовање и једнака права, хомосексуалци нису имали физичких или културних обележја, нису имали језик или дијалект на основу кога би могли да их препознају други хомосексуалци, или било ко други... Али те ноћи, по први пут, уобичајено помирење претворило се у насилни отпор... Од те ноћи животи милиона геј мушкараца и лезбијки, као и однос према њима од стране културе у којој су живели, почео је да се нагло мења. Људи су почели да се појављују у јавности као хомосексуалци, захтевајући поштовање.— 
Историчарка Лилијан Фадерман назива немире „пуцњем који је одјекнуо широм света“, објашњавајући: „Стоунволска побуна је [...] постала симбол геј и лезбијске снаге. Ослањајући се на драматичну тактику насилних протеста коју су користиле и друге потлачене групе, дешавања код Стоунвола имплицирала су да хомосексуалци имају исто толико разлога да буду незадовољни као и те групе.“
Догађаји од 28. јуна 1969. нису били први такав случај. Не само да је Друштво маташин било активно у већим градовима као што су Лос Анђелес и Чикаго, већ су на сличан начин маргинализоване особе почеле правити нереде као одговор на полицијске рације. Први такав случај десио се у Комптоновој кафетерији 1966, а други у клубу „Black Cat Tavern“ 1967. Међутим, сплет околности учинио је Стоунволску револуцију толико битном. Локација рације је била значајан фактор, јер се Стоунвол ин налазио преко пута канцеларије Вилиџ војса, а уске и кривудаве улице дале су демонстрантима предност над полицијом. Многи учесници нереда и становници Гринич вилиџа били су укључени у разне политичке организације, те су могли да ефикасно мобилишу велику и кохезивну геј заједницу у недељама и месецима након побуне. Локална штампа и национална геј штампа нашироко су писале о догађају. Међутим, најзначајнији аспект Стоунволске револуције је њена комеморација, прво кроз Дан ослобођења улице Кристофер, који је касније прерастао у годишње параде поноса широм света.
Средину деведесетих обележило је укључивање бисексуалаца, као групе у оквиру геј заједнице након што су успешно тражили да буду укључени у платформу Марша на Вашингтон за лезбијска, геј и би једнака права и ослобођење 1993. Иако су и трансродне особе такође тражиле да буду укључене, то се није догодило, те је све остало на „транс-инклузивном“ језику у листи захтева марша. Трансродна заједница се и даље осећала истовремено добродошлом и у сукобу са геј заједницом како су се ставови о бинарној и променљивој сексуалној оријентацији и роду развијали и долазили у међусобни сукоб. Године 1994, Њујорк је обележио „Стоунвол 25“ уз марш који је прошао поред седишта Организације уједињених нација и Сентрал парка. Процењује се да је у маршу учествовало 1,1 милион људи. Силвија Ривера је организовала алтернативни марш у Њујорку током 1994, у знак протеста због искључења трансродних особа из догађаја. Посећеност на парадама поноса је значајно порасла током деценија. Већина великих америчких градова је имала неку врсту овакве манифестације, као и већина великих градова широм света. Параде поноса у неким градовима представљају највеће годишње прославе уопште. Растући тренд комерцијализације и претварања маршева у параде, уз спонзорство великих корпорација, изазвао је забринутост због одузимања аутономије оригиналних демонстрација.
У јуну 1999, Министарство унутрашњих послова САД је прогласило локацију Стоунвол ина, улицу Кристофер и околне улице Националним историјским спомеником, првим од значаја за лезбијску, геј, бисексуалну и трансродну заједницу.
Председник САД, Барак Обама, прогласио је јун 2009, током кога се обележавала 40. годишњица Стоунволске револуције, месецом геј, лезбијског, бисексуалног и трансродног поноса, наводећи побуну као разлог „да се обавеже у остваривању једнаке правде под законом за ЛГБТ Американце“. Од тада, месец поноса се обележава сваке године у свету, углавном у јуну, а неретко током августа или септембра.